# Mluvnická shoda
Mluvnická shoda je sjednocení některých hodnot mluvnických (morfologických) kategorií (obvykle osoba, číslo, rod anebo pád) mezi výrazy nebo větnými členy, které jsou součástí určité syntaktické konstrukce. Shoda se řídí mluvnickým typem příslušného jazyka a jeho pravidly.

## Čeština
V češtině se shoda uplatňuje v těchto případech:

### Shoda přísudku s podmětem
- Sloveso v přísudku se se jménem v podmětu shoduje v osobě a čísle.

Příklad:
já (1. os. sg.) dělám, ty (2. os. sg.) děláš (2. os. sg.) atd., nikoliv však např. já (1 os. sg.) děláte (2. os. pl.)
- Příčestí a přídavné jméno ve jmenném přísudku se s podmětem shoduje v čísle a rodě.

Příklady:
| Rod              | Jed. č.            | Mn. č.             |
| ---------------- | ------------------ | ------------------ |
| mužský životný   | pes byl koupen     | psi byli koupeni   |
| mužský neživotný | hrad byl koupen    | hrady byly koupeny |
| ženský           | kočka byla koupena | kočky byly koupeny |
| střední          | město bylo koupeno | města byla koupena |

Uvedený příklad ukazuje jak činné (byl, byla…), tak i trpné (koupen, koupena…) příčestí. Shoda ve jmenném rodě se uplatňuje ve všech časech v trpném rodě, pouze v minulém čase v činném rodě a podmiňovacím způsobu.
Petr (muž.) je milý (muž.). Eva (žen.) je milá (žen.).
Je-li součástí jmenného přísudku podstatné jméno, neuplatňuje se shoda vždy:
Eva (žen.) je učitelka (žen.) . x Eva (žen.) je špičkový odborník (muž.).

#### Několikanásobný podmět
Pokud je podmět složen z podstatných jmen různých rodů, rod mužský životný má přednost před ostatními rody, rod ženský a mužský neživotný mají přednost před rodem středním.
Příklady:
muži a ženy byli
kočky a koťata byly
my jsme byli (my = my všichni/muži) x my jsme byly (my = ženy)
Priorita rodů:
mužský životný > mužský neživotný & ženský > střední

### Shodný přívlastek
Přídavné jméno ve funkci přívlastku se skloňuje společně s řídícím podstatným jménem, tj. shoduje se s ním v pádě, čísle a rodě.
| Číslo | Pád          | Pádová otázka     | Rod mužský životný | Rod mužský neživotný | Rod ženský     | Rod střední       |
| ----- | ------------ | ----------------- | ------------------ | -------------------- | -------------- | ----------------- |
| Sg.   | Nominativ    | kdo? co?          | mladý člověk       | mladý stát           | mladá žena     | mladé zvíře       |
| Sg.   | Genitiv      | koho? čeho?       | mladého člověka    | mladého státu        | mladé ženy     | mladého zvířete   |
| Sg.   | Dativ        | komu? čemu?       | mladému člověkovi  | mladému státu        | mladé ženě     | mladému zvířeti   |
| Sg.   | Akuzativ     | koho? co?         | mladého člověka    | mladý stát           | mladou ženu    | mladé zvíře       |
| Sg.   | Vokativ      | oslovení          | mladý člověče!     | mladý státe!         | mladá ženo!    | mladé zvíře!      |
| Sg.   | Lokál        | (o) kom? (o) čem? | mladém člověkovi   | mladém státě         | mladé ženě     | mladém zvířeti    |
| Sg.   | Instrumentál | kým? čím?         | mladým člověkem    | mladým státem        | mladou ženou   | mladým zvířetem   |
| Pl.   | Nominativ    | kdo? co?          | mladí lidé         | mladé státy          | mladé ženy     | mladá zvířata     |
| Pl.   | Genitiv      | koho? čeho?       | mladých lidí       | mladých států        | mladých žen    | mladých zvířat    |
| Pl.   | Dativ        | komu? čemu?       | mladým lidem       | mladým státům        | mladým ženám   | mladým zvířatům   |
| Pl.   | Akuzativ     | koho? co?         | mladé lidi         | mladé státy          | mladé ženy     | mladá zvířata     |
| Pl.   | Vokativ      | oslovení          | mladí lidé!        | mladé státy!         | mladé ženy!    | mladá zvířata!    |
| Pl.   | Lokál        | (o) kom? (o) čem? | mladých lidech     | mladých státech      | mladých ženách | mladých zvířatech |
| Pl.   | Instrumentál | kým? čím?         | mladými lidmi      | mladými státy        | mladými ženami | mladými zvířaty   |

Přívlastek neshodný (často např. podstatné jméno v genitivu, 2. pádě) si naopak ponechává stejný tvar bez ohledu na řídící podstatné jméno, např.:
dům mé matky, domu mé matky std.

### Shoda doplňku se jménem
- Přídavné jméno ve funkci doplňku se se jménem, k němuž se vztahuje, shoduje v pádě, čísle a rodě, např.:

Dědeček sedí u stolu shrbený. Babička sedí u stolu shrbená.
Našli ji už mrtvou.
Pokládali je za nezvěstné.
- Přechodník se se jménem v podmětu shoduje v čísle a rodě, např.:

Muž šel kolem usmívaje se. Žena šla kolem usmívajíc se. Lidé šli kolem usmívajíce se.